# Амапа
Вижте пояснителната страница за други значения на Амапа.
Амапа̀ (браз. произношение: [amaˈpa]; на португалски: Amapá) е един от 26-те щата на Бразилия. Разположен е в северната част на страната. Столицата му е град Макапа. Амапа е с обща площ от 142 814.59 км² и население 615 715 души (2006).

## Административно деление
Щатът се поделя на 2 региона, 4 микрорегиона и 16 общини.

## Население
615 715 (2006)
Урбанизация: 93,7% (2006)
Расов състав:
- мулати – 429 000 (69,4%)
- бели – 148 000 (24,0%)
- чернокожи – 40 000 (6,5%)
- азиатци и индианци – 6000 (1,0%)